# Grijze roesttiran
De grijze roesttiran (Myiophobus crypterythrus) is een zangvogel uit de familie Tyrannidae (tirannen). De vogel werd in 1861 door  Philip Lutley Sclater als Myiobius crypterythrus geldig beschreven.

## Verspreiding en leefgebied
De vogel komt voor in  zuidwestelijk Colombia, westelijk Ecuador en noordwestelijk Peru.	

## Status
De grootte van de populatie is niet gekwantificeerd maar de soort wordt omschreven als vrij algemeen. Op de Rode lijst van de IUCN heeft deze soort de status niet bedreigd.